# 山邊皇女

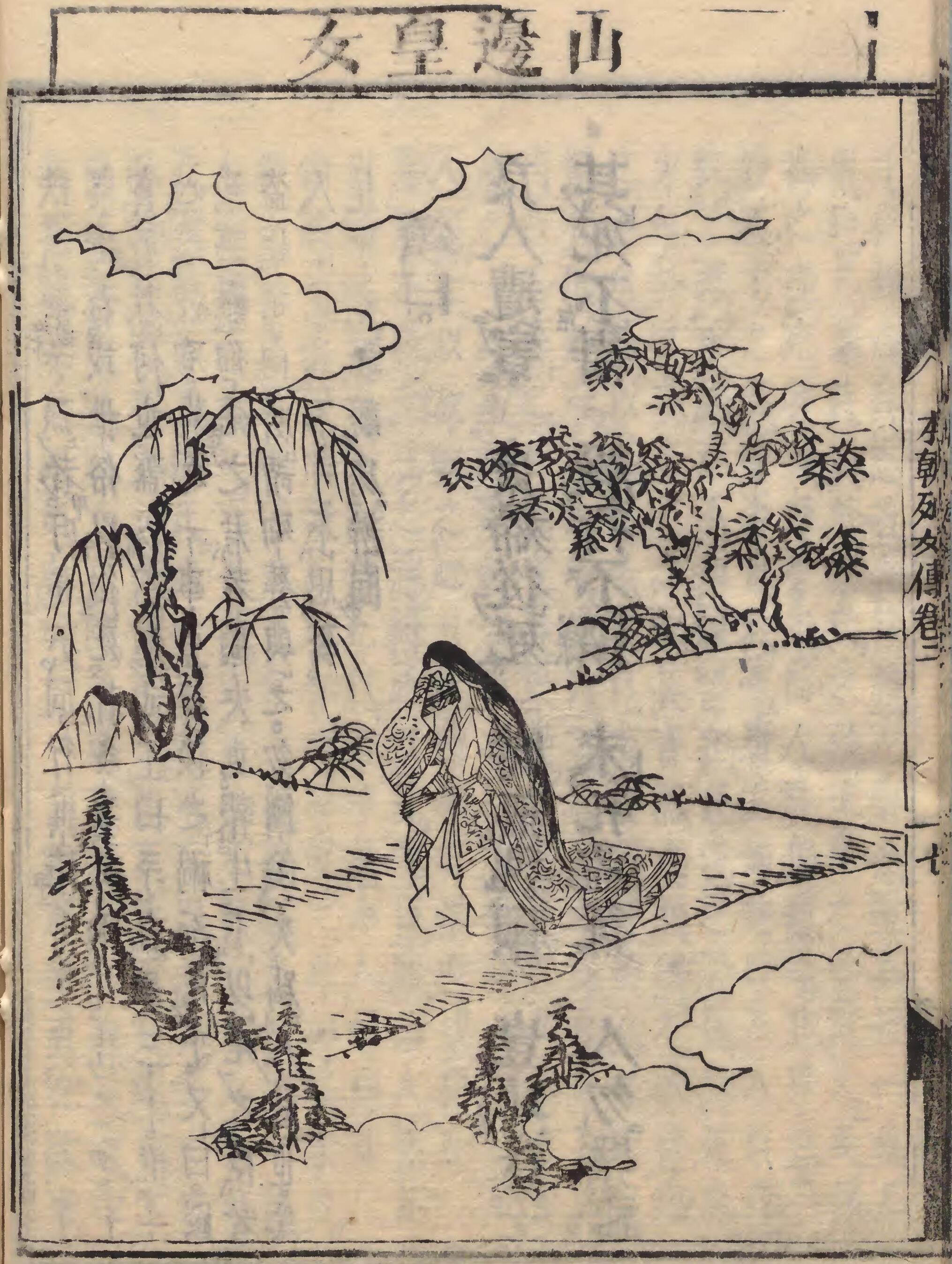
山邊皇女

山邊皇女（663年—686年10月28日，即生於天智天皇2年，卒於朱鳥元年10月3日），天智天皇皇女，天武天皇皇子大津皇子正妃。母親是蘇我赤兄之女常陸娘。
朱鳥元年（686年），大津皇子因企圖謀反事敗被賜死於譯語田舍，山邊皇女哀痛欲絕，衣衫不整地奔赴殉死。《日本書紀》卷三十〈持統紀〉記載她「披髮徒跣，奔赴殉焉，見者皆歔欷」。
山邊皇女與天武天皇的鵜野讚良皇后（即後來的持統天皇）身份旗鼓相當：從父系而論，兩人同是天智天皇之女；從母系而言，山邊皇女是蘇我赤兄的外孫女，而鵜野讚良皇后是蘇我赤兄的兄長蘇我石川麻呂的外孫女。如果大津皇子繼天武天皇即位為天皇，山邊皇女便會成為皇后。但天武天皇死後卻由鵜野讚良皇后以草壁皇子生母身份臨朝稱制，是以兩人之間存有矛盾亦非毫無因由。